# سوس‌نما
سوس‌نما یا شبه سوس (یا شبه سوس خالدار) یکی از آبزیان از خانواده سوس‌نمایان (Rhinobatidae) در بالاراسته سپرماهیان است.
رنگ بدن سوس‌نماها در بالا خاکستری مایل به قرمز و در پایین سفید است.
این ماهی در ایران در آب‌های نزدیک به بندر لنگه صید شده‌است.